# POST
POST (на английски: Power On Self Test – автоматичен тест при стартиране) или още известна като програма за самодиагностика, е вид системен софтуер, изпълняван автоматично при стартиране на компютрите. Тази програма извършва инициализация и тест на наличния хардуер, в това число дали микропроцесорът изпълнява правилно командите си, дали паметта е изправна и т.н. При грешка се издава определен сигнал, който показва какъв тип е грешката и се генерира код на грешката на малък двуцифров светодиоден „екран“ в 8 битов шестнадесетичен код като число в границите от 00 до FF. Звуковите сигнали по принцип се делят на няколко вида в зависимост от съответния компютър и се наричат BEEP CODES.